# Culinária da Lituânia

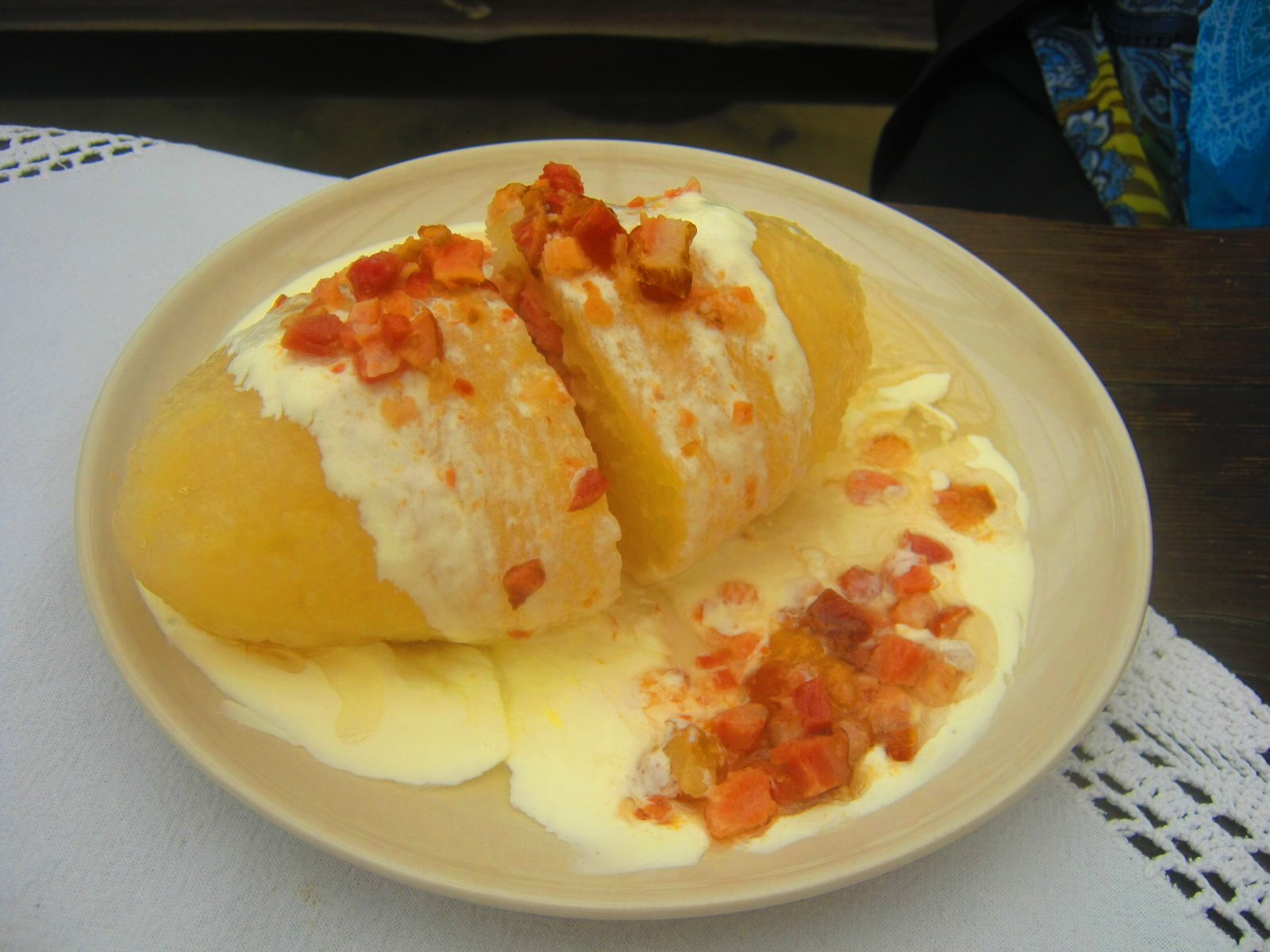
Cepelinai, prato à base de batata típico da cozinha lituana

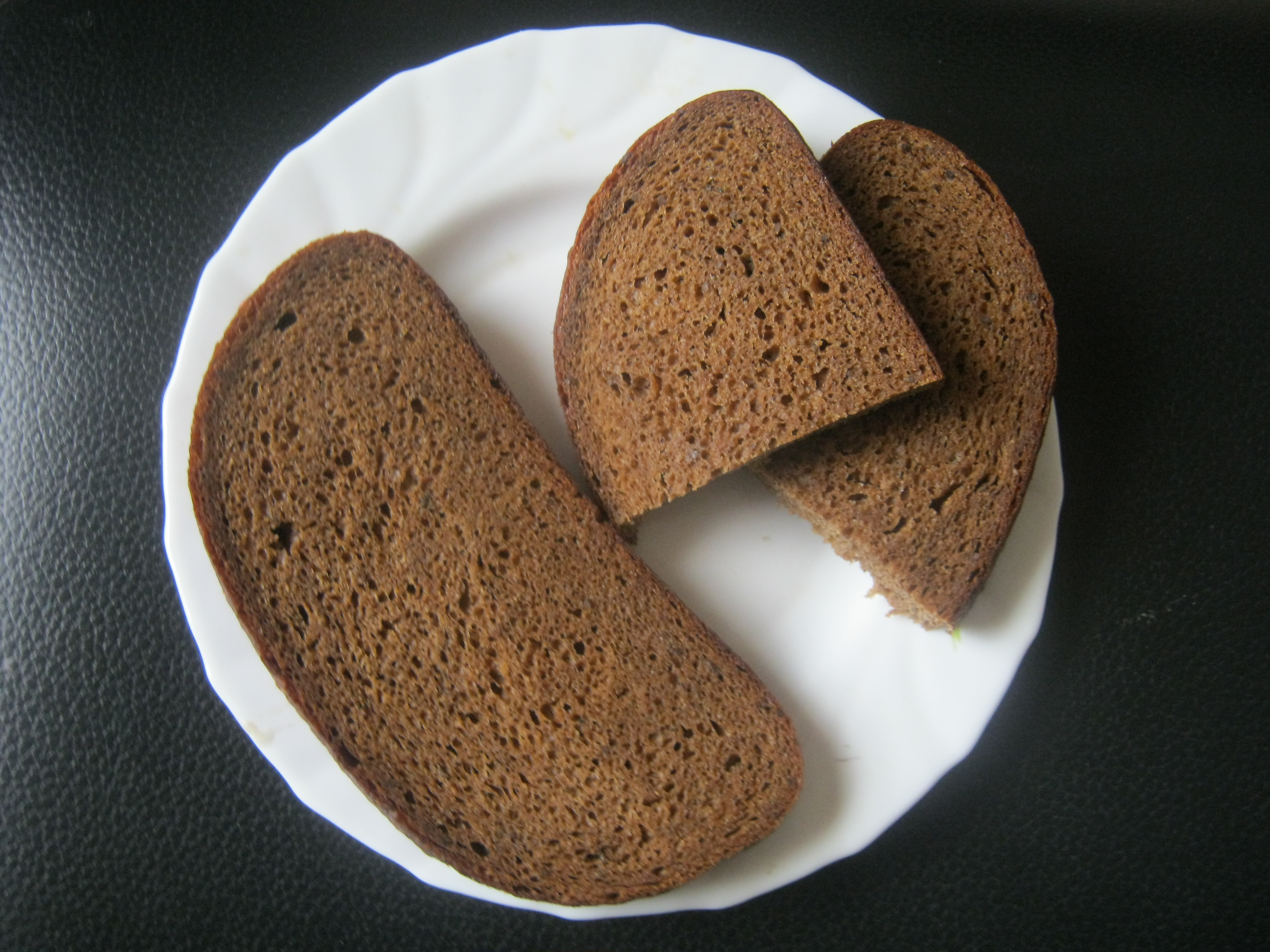
Ruginė duona, pão escuro de centeio.

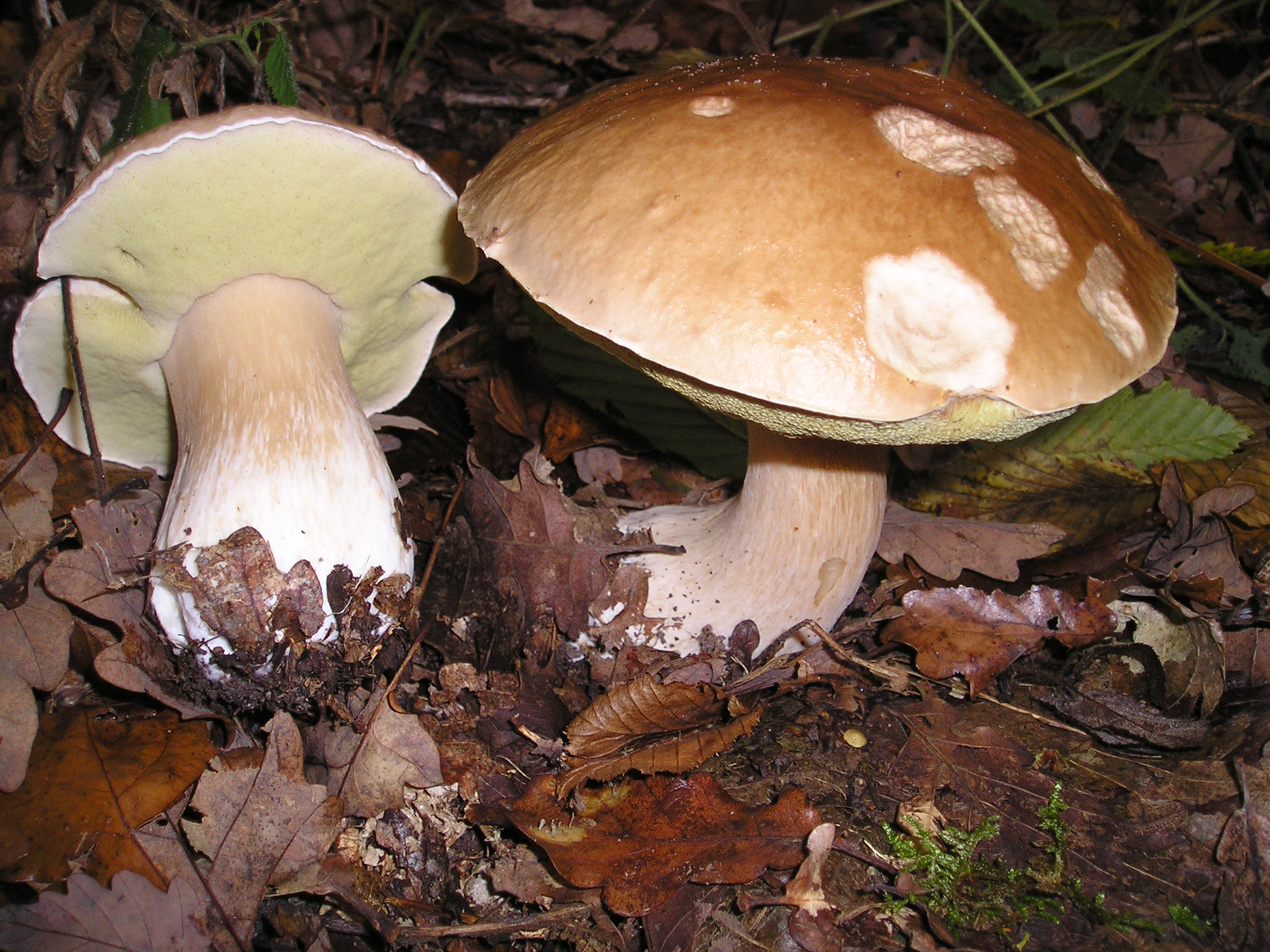
Boletus, o "rei dos cogumelos"

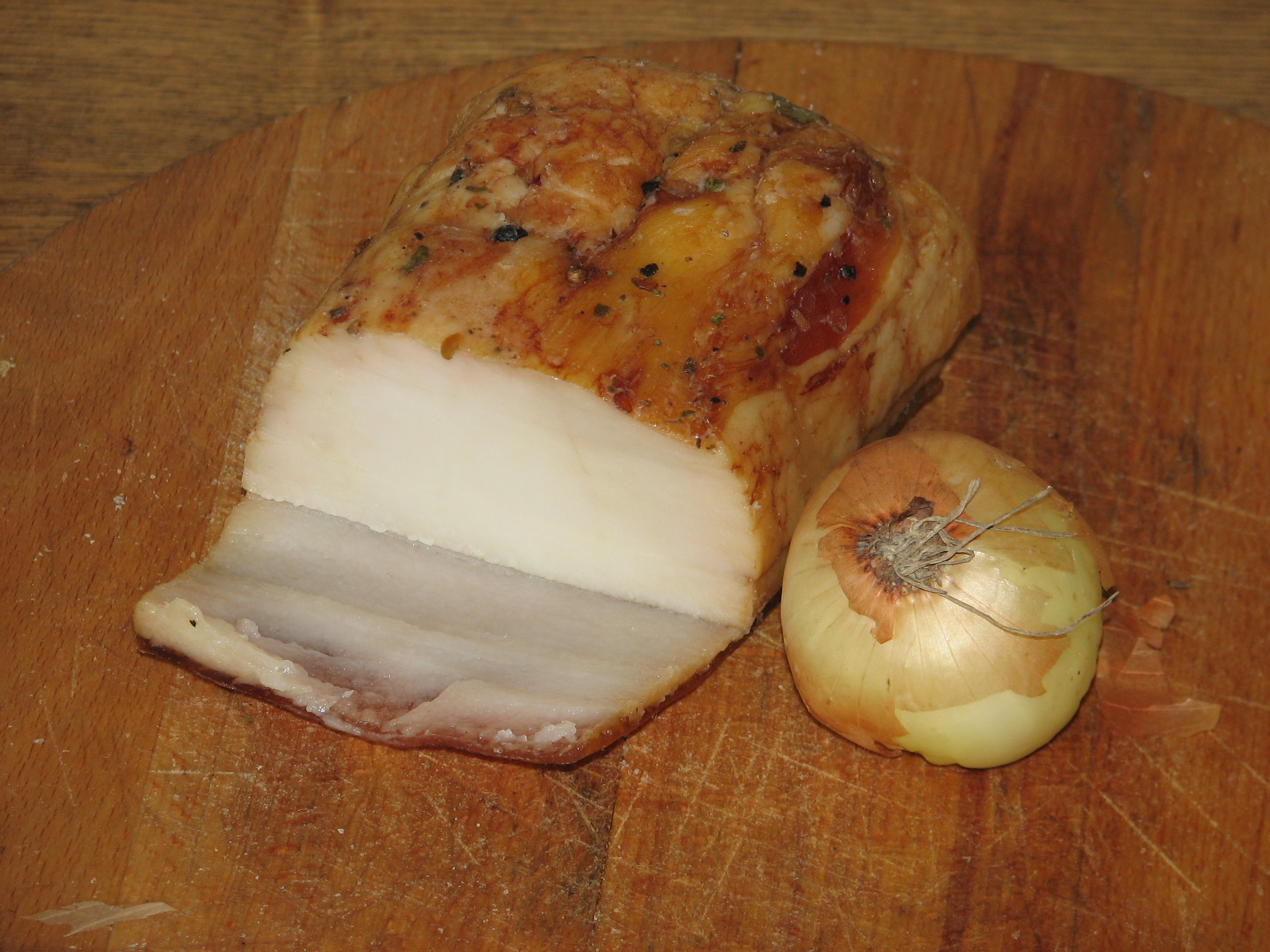
Porção de lašiniai com cebola

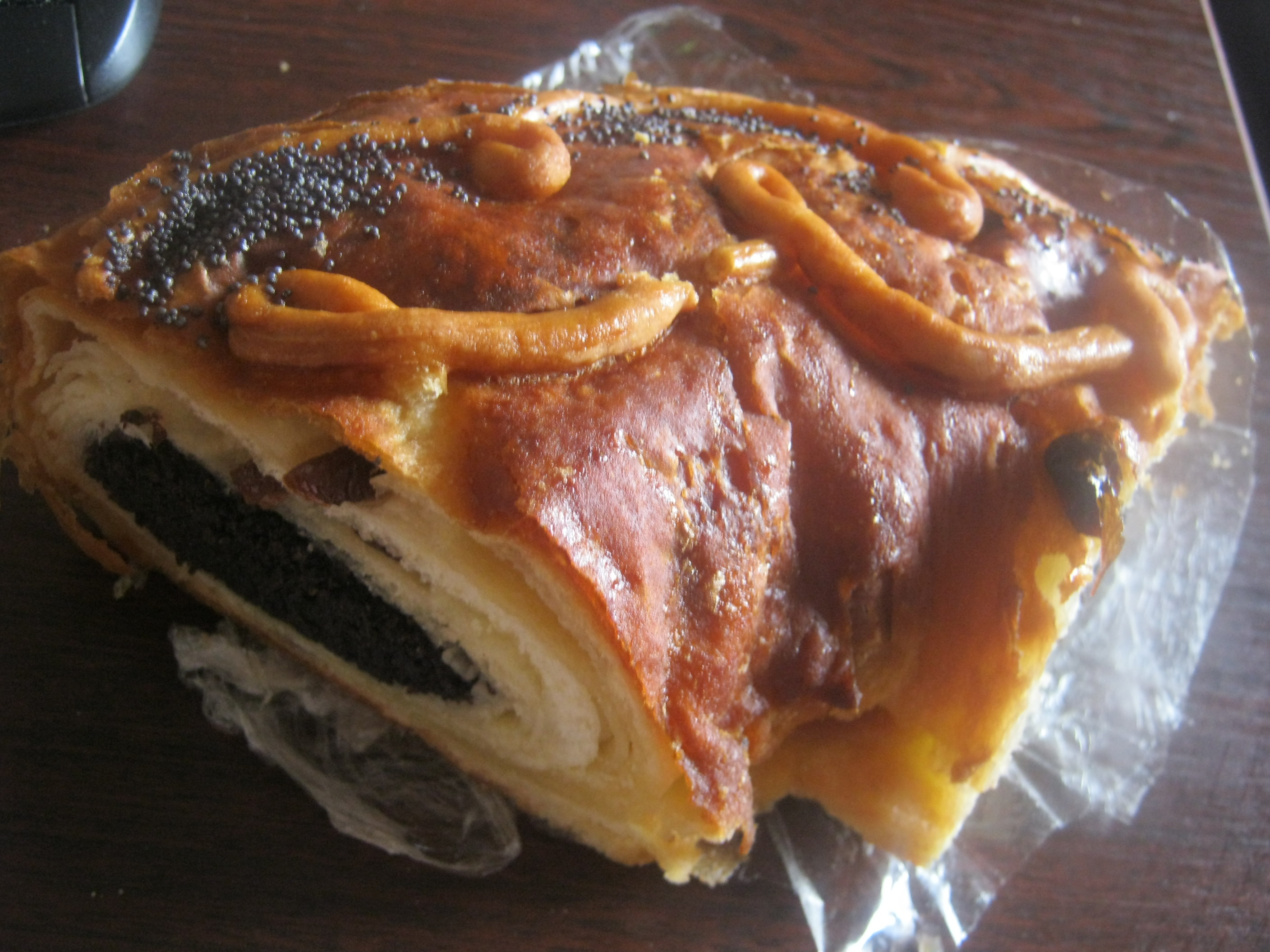
Um bolo de sementes de papoila - Šimtalapis.

A culinária da Lituânia está condicionada pelo clima e pelo que produzia a agricultura na Europa Oriental. No entanto, a Lituânia foi influenciada por várias culturas vizinhas, a mais importante das quais foi a sua ligação política com a Polónia e, mais tarde, com a Alemanha.
A influência mais forte foi a da Polónia, que resultou, por exemplo, nas versões Lituanas dos pierogi, blini e pączki serem muito parecidas com os equivalentes polacos. A culinária da Rússia também afetou a da Lituânia, como evidencia a popularidade dos čeburekai (uma espécie de pasteis de massa tenra ou empanadas) e kibinai.
A batata tem um lugar de destaque na cozinha lituana: kugelis é um dos pratos principais, um pudim parecido com o kugel alemão e com a babka-de-batata dos bielorrussos (que também tiveram uma ligação política com este país). Outros pratos típicos são védarai, uma salsicha de batata e cepelinai, fritos de batata parecidos com as draniki da Bielorrússia. Em geral, com outros pratos, as batatas cozidas são muitas vezes servidas com funcho.
Os vegetais também são importantes na cozinha da Lituânia, para além das batatas, pepinos e repolho, utilizado em muitas sopas e também num prato tradicional de couve recheada chamado balandeliai; as beterrabas fazem parte do borsch. Não se usam muitos temperos, para além do funcho e da alcaravia. As bagas silvestres e cogumelos também são populares na Lituânia; o cogumelo mais apreciado é o do género Boletus; as frutas mais comuns e utilizadas em doces e bebidas são as peras, maçãs e ameixas.
Os produtos lácteos são também importantes: a nata azeda é usada com muitos pratos e os queijos baseados no requeijão são também muito populares. O produto mais importante da culinária da Lituânia, no entanto, é o pão, tradicionalmente de centeio, uma importante cultura neste país.
Há um delicioso licor de mel tradicional na Lituânia o krupnikas feito com mel, cardamomo, cravo, canela, casca de laranja, gengibre, limão, pimenta do reino negra e especiarias.

## Sopas
Chamadas localmente “sriubos”, as sopas são os pratos principais ao almoço e ao jantar e antigamente eram também servidas ao pequeno-almoço. As sopas com base em leite, de digestão fácil, são muito populares, assim como as sopas ácidas, com chucrute, beterraba e acelga, preparadas num caldo de carne fumada; a sopa de chucrute também pode ser feita com carne de ganso. Muitas vezes, a carne utilizada para as sopas é servida com outra preparação, como segundo prato. Normalmente, as sopas são servidas com pão ou batata e a maioria leva nata azeda.
No verão, são populares as sopas frias, muitas vezes feitas com bagas silvestres, frutas e pequenos pasteis de massa de farinha. Uma sopa especial é a “mutinys”, feita com pão de centeio seco, água, açúcar e fruta esmagada.
Abaixo uma lista de sopas típicas da Lituânia:
- Raugintø kopûstø sriuba (sopa de chucrute)
- Barðèiai su grybais (sopa de beterraba e cogumelos; esta sopa, sem carne, é tradicional da ceia de Natal)
- Raugintø burokëliø sriuba (batvyniai) – sopa de beterraba azeda com presunto
- Grybø sriuba su laðiniukais (grybienë) – sopa de bacon e cogumelos
- Dilgëliø sriuba (sopa de urtiga com bacon)
- Rugðtyniø sriuba (sopa de acelga com bife e bacon)
- Bulviø sriuba su dþiovintais grybais (sopa de batata, cevada e cogumelos secos)
- Kraujinë sriuba (juka)  – sopa  de aves engrossada com sangue
- Bulviø kukuliukø sriuba (sopa de bolinhos de batata)
- Duonos sriuba (sopa de pão frito)
- Svogûnø sriuba su silke (cibulynë)  – sopa de arenque
- Ðaltibarðèiai – sopa fria de beterraba
- Mutinys (sopa doce com pão seco e frutas)
- Ðaltsriubë (sopa de cerejas)

## Doces da Lituânia
Os zagareliai, também conhecidos como krustai, apesar de não serem típicos, nem exclusivos deste país.